# Apogon omanensis
Apogon omanensis är en fiskart som beskrevs av Gon och Mee, 1995. Apogon omanensis ingår i släktet Apogon och familjen Apogonidae. Inga underarter finns listade i Catalogue of Life.